# Feldkirch, Vorarlberg
Feldkirch (phát âm tiếng Đức: [ˈfɛltkɪʁç]) là một thành phố thời trung cổ ở phía tây Áo ở bang Vorarlberg, giáp với Thụy Sĩ và Liechtenstein. Đây là trung tâm hành chính của huyện Feldkirch. Sau Dornbirn, nó là thị trấn đông dân thứ hai ở Vorarlberg. Điểm cực tây của Áo nằm ở Feldkirch trên sông Rhein, tại ngã ba giữa Áo, Thụy Sĩ và Liechtenstein.

## Lịch sử
Thành phố Feldkirch thời trung cổ xinh đẹp và được bảo tồn tốt cho đến ngày nay, được đề cập đến như một thành phố lần đầu tiên vào năm 1218 sau khi Bá tước Hugo von Montfort xây dựng "Schattenburg", một lâu đài vẫn còn là địa điểm nổi bật của Feldkirch. Các điểm tham quan khác trong thị trấn bao gồm nhà thờ St. Nikolaus theo phong cách Gothic. Feldkirch là nơi sinh của Rheticus và hiện là trụ sở của Giáo phận Công giáo La Mã Feldkirch. Từ năm 1651–1773 và từ năm 1856–1979, Feldkirch là nhà của trường Stella Matutina thuộc Dòng Tên.
Tháng 3 năm 1799 chứng kiến hai cuộc đụng độ giữa các lực lượng của Đệ nhất Cộng hòa Pháp và Chế độ quân chủ Habsburg. Vào ngày 7, Nicolas Oudinot cùng với 9.000 lính Pháp đã đánh bại Friedrich Freiherr von Hotze và 6.000 quân Áo của ông ta. Trận Feldkirch xảy ra vào ngày 23 tháng 3, André Masséna và 12.000 người Pháp bị đánh bại bởi Franjo Jelačić và một lực lượng 5.500 người Áo.

## Các phân khu thị trấn
- Feldkirch
- Altenstadt
- Gisingen
- Levis
- Nofels
- Tisis
- Tosters

## Kinh tế và cơ sở hạ tầng

### Vận chuyển
Feldkirch đã có mạng lưới xe buýt địa phương từ năm 1993. Mạng lưới xe buýt hiện bao gồm tám tuyến, bao gồm cả các tuyến xe buýt chạy về phía bắc của Liechtenstein. Hệ thống xe buýt hợp tác với hệ thống xe buýt khu vực của Vorarlberg. Nhà ga Feldkirch nằm trên tuyến đường sắt chính xuyên qua Vorarlberg với các tuyến liên thành phố đến Zurich và Vienna. Ngoài ra còn có các chuyến tàu quốc tế đến Buchs qua Liechtenstein trên tuyến đường sắt Feldkirch – Buchs.

### Các công ty
Các công ty và tổ chức sau có trụ sở tại Feldkirch:
- Bachmann Electronic
- Vorarlberg Milch
- Khu chợ ở thành phố Feldkirch Lingenhöle Technologie
- Stadtwerke Feldkirch

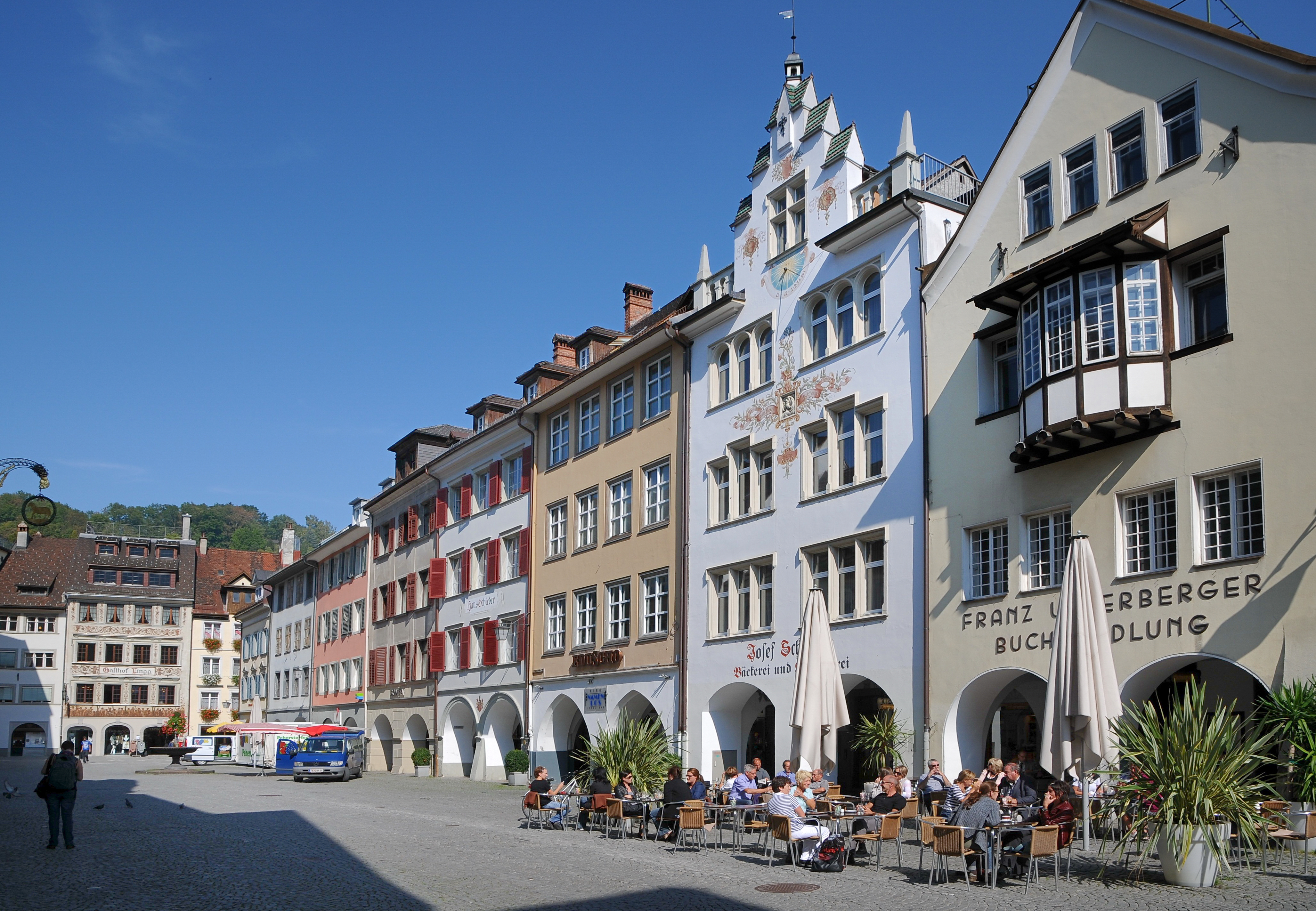
Khu chợ ở thành phố Feldkirch

- KSW Tankstellen- und Industrieanlagenbau
- Gebäudereinigung Bauer
- Landeskrankenhaus Feldkirch

## Văn hóa và địa danh

### Trung tâm Feldkirch
Feldkirch có một trong những cảnh quan thành phố thời trung cổ được bảo tồn tốt nhất ở Vorarlberg. Thị trấn được xây dựng vào khoảng năm 1200 và có hệ thống lưới hình học. Kể từ khoảng năm 1500, khi bức tường thành được xây dựng lại, thành phố vẫn không thay đổi qua nhiều thế kỷ.
Kể từ năm 2015, Quần thể thành phố Feldkirch đã được liệt kê trong Danh sách Di sản Văn hóa của Áo (tài sản văn hóa được bảo vệ bởi Công ước La Hay). Thành phố cũng là thành viên của Hiệp hội các Thành phố Lịch sử Nhỏ, một hiệp hội tiếp thị du lịch.

### Công sự thành phố
Các đường phố Schlossgraben, Hirschgraben và St. Leonhardsplatz đánh dấu bức tường thành trước đây bao quanh khu vực Neustadt vào thế kỷ 13. Bức tường được xây dựng lại phần lớn vào khoảng năm 1500 và bị phá bỏ ở nhiều nơi từ năm 1826.
Khi Feldkirch được bao quanh bởi một bức tường thành và hào sâu, người ta chỉ có thể vào thành phố qua một trong bốn cổng của nó. Những cổng thành này được gọi là Bregenzertor hoặc Nikolaustor, Bludenzertor hoặc Schultor, Milltor hoặc Sautor, và Churertor hoặc Salztor. Hai cổng cuối cùng vẫn còn đứng vững, hai cổng còn lại đã được dỡ bỏ cùng với bức tường thành vào đầu thế kỷ 19.

### Lâu đài và cung điện

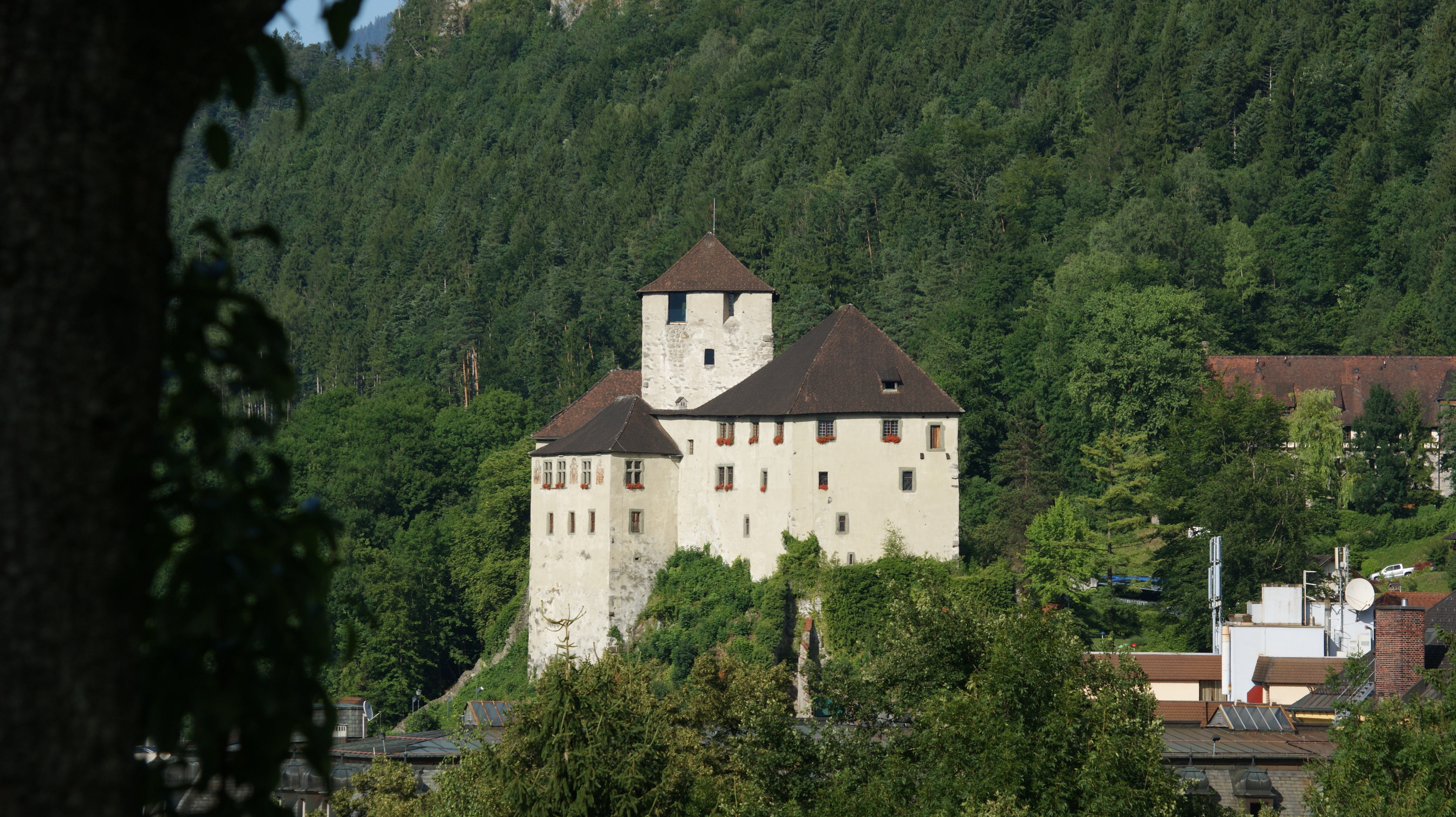
Schattenburg ở Feldkirch

- Schattenburg ở FeldkirchSchattenburg: Lâu đài Schattenburg là nơi đóng quân của các bá tước Montfort cho đến năm 1390. Giai đoạn xây dựng đầu tiên bắt đầu vào khoảng năm 1230 dưới thời Hugo I của Montfort, người sáng lập thành phố. Dưới thời Bá tước Friedrich von Toggenburg (1416–1436) và dưới thời Vogt Hans của Königsegg, các phần mở rộng và thay đổi của lâu đài Schattenburg được xây dựng vào thế kỷ 15. Sau khi các bá tước mất quyền lực, lâu đài nhiều lần bị đem ra bán đấu giá và thậm chí còn bị phá bỏ vào năm 1813. Kể từ năm 1825, lâu đài thuộc sở hữu của thành phố Feldkirch, vào thời điểm đó đã mua lại nó với giá 833 florin. Lâu đài sau đó được sử dụng làm doanh trại và sau đó là nơi ở cho người nghèo. Lâu đài được giải cứu và hồi sinh khi  Bảo tàng và Hiệp hội An ninh Nội địa   cho Feldkirch và Khu vực xung quanh  được thành lập vào năm 1912. Các tầng trên là nơi có bảo tàng lịch sử địa phương thu hút khoảng 25.000 du khách hàng năm.[7]
- Tàn tích Tosters: Tàn tích của một lâu đài trên đồi trên một phần sườn đồi của Schellenberg, thuộc quận Feldkirch của Tosters.
- Palais Liechtenstein: Ở hình thức ngày nay, ngôi nhà được xây dựng ở Schlossergasse số 8 sau trận hỏa hoạn của thành phố năm 1697, làm tòa nhà văn phòng cho vương công Johann Adam Andreas của Liechtenstein theo phong cách Baroque. Năm 1848, nó trở thành tài sản của Andreas Ritter của Tschavoll, lúc bấy giờ là thị trưởng và nhà sản xuất Feldkirch. Thành phố mua lại cung điện vào năm 1967 và ngày nay tòa nhà được sử dụng làm trung tâm triển lãm. Đây là nhà của hội đồng văn hóa và cũng là trụ sở của thư viện thành phố và kho lưu trữ thành phố.[8]

### Biệt thự và các tòa nhà dân cư khác
Vào thế kỷ 19, giai cấp tư sản Feldkirch đã xây dựng một số tòa nhà danh tiếng, hầu hết trong số đó vẫn thuộc sở hữu tư nhân. Các biệt thự được xây dựng chủ yếu trên Reichsstraße, chủ yếu ở khu vực giữa Bärenkreuzung và ga xe lửa.

### Sự kiện văn hóa
'Poolbar Festival'  là một lễ hội văn hóa và âm nhạc hiện đại ở Feldkirch. Được tổ chức hàng năm vào tháng Bảy và tháng Tám, thu hút khoảng 20.000 du khách; nó có âm nhạc, triển lãm, cuộc tranh luận về thơ, thời trang và giải thưởng kiến trúc. Nó được tổ chức lần đầu tiên vào năm 1994 với tư cách là một học viện mùa hè văn hóa, trong tổ chức và thực hiện cảnh quan và kiến trúc, rất khác so với các sự kiện ngoài trời khác.
Lễ hội nghệ thuật ánh sáng Lichtstadt Feldkirchcho phép các nghệ sĩ quốc tế lấp đầy thành phố Feldkirch bằng các vật thể nhẹ, chiếu hình và tác phẩm điêu khắc. Phiên bản đầu tiên của nó được tổ chức vào năm 2018 và thu hút 30.000 lượt khách. Lễ hội sẽ diễn ra cách năm.
POTENTIALe (trước đây là 'ArtDesign Feldkirch') là một hội chợ và festival nghệ thuật, tại đó khoảng 110 nhà triển lãm giới thiệu các sản phẩm và ý tưởng của họ. Ngoài chợ đồ cũ, còn có các hội thảo và nhóm thảo luận, phòng thí nghiệm thiết kế, triển lãm nhiếp ảnh, âm nhạc và phim ảnh. Mục đích của lễ hội là thiết lập một mạng lưới các nghệ sĩ, thợ thủ công và khách hàng có chung tầm nhìn về thiết kế bền vững.
Lễ hội Feldkirch(2001-2012) là một lễ hội mùa hè hàng năm cung cấp các buổi biểu diễn sân khấu, các buổi hòa nhạc và các sự kiện văn hóa khác.

## Khí hậu
Feldkirch có khí hậu đại dương ( Cfb ).
| Dữ liệu khí hậu của Feldkirch, Vorarlberg (1981–2010)    | Dữ liệu khí hậu của Feldkirch, Vorarlberg (1981–2010) | Dữ liệu khí hậu của Feldkirch, Vorarlberg (1981–2010) | Dữ liệu khí hậu của Feldkirch, Vorarlberg (1981–2010) | Dữ liệu khí hậu của Feldkirch, Vorarlberg (1981–2010) | Dữ liệu khí hậu của Feldkirch, Vorarlberg (1981–2010) | Dữ liệu khí hậu của Feldkirch, Vorarlberg (1981–2010) | Dữ liệu khí hậu của Feldkirch, Vorarlberg (1981–2010) | Dữ liệu khí hậu của Feldkirch, Vorarlberg (1981–2010) | Dữ liệu khí hậu của Feldkirch, Vorarlberg (1981–2010) | Dữ liệu khí hậu của Feldkirch, Vorarlberg (1981–2010) | Dữ liệu khí hậu của Feldkirch, Vorarlberg (1981–2010) | Dữ liệu khí hậu của Feldkirch, Vorarlberg (1981–2010) | Dữ liệu khí hậu của Feldkirch, Vorarlberg (1981–2010) |
| Tháng                                                    | 1                                                     | 2                                                     | 3                                                     | 4                                                     | 5                                                     | 6                                                     | 7                                                     | 8                                                     | 9                                                     | 10                                                    | 11                                                    | 12                                                    | Năm                                                   |
| -------------------------------------------------------- | ----------------------------------------------------- | ----------------------------------------------------- | ----------------------------------------------------- | ----------------------------------------------------- | ----------------------------------------------------- | ----------------------------------------------------- | ----------------------------------------------------- | ----------------------------------------------------- | ----------------------------------------------------- | ----------------------------------------------------- | ----------------------------------------------------- | ----------------------------------------------------- | ----------------------------------------------------- |
| Cao kỉ lục °C (°F)                                       | 19.2 (66.6)                                           | 21.5 (70.7)                                           | 24.6 (76.3)                                           | 29.8 (85.6)                                           | 32.5 (90.5)                                           | 35.6 (96.1)                                           | 38.1 (100.6)                                          | 35.5 (95.9)                                           | 30.0 (86.0)                                           | 29.7 (85.5)                                           | 25.2 (77.4)                                           | 21.8 (71.2)                                           | 38.1 (100.6)                                          |
| Trung bình ngày tối đa °C (°F)                           | 3.4 (38.1)                                            | 5.4 (41.7)                                            | 10.6 (51.1)                                           | 15.1 (59.2)                                           | 19.9 (67.8)                                           | 22.5 (72.5)                                           | 24.7 (76.5)                                           | 23.9 (75.0)                                           | 19.6 (67.3)                                           | 15.0 (59.0)                                           | 8.2 (46.8)                                            | 4.2 (39.6)                                            | 14.4 (57.9)                                           |
| Trung bình ngày °C (°F)                                  | 0.0 (32.0)                                            | 1.0 (33.8)                                            | 5.3 (41.5)                                            | 9.4 (48.9)                                            | 14.1 (57.4)                                           | 17.0 (62.6)                                           | 19.0 (66.2)                                           | 18.2 (64.8)                                           | 14.1 (57.4)                                           | 9.8 (49.6)                                            | 4.4 (39.9)                                            | 1.2 (34.2)                                            | 9.5 (49.1)                                            |
| Tối thiểu trung bình ngày °C (°F)                        | −3.3 (26.1)                                           | −2.6 (27.3)                                           | 1.2 (34.2)                                            | 4.6 (40.3)                                            | 9.1 (48.4)                                            | 12.2 (54.0)                                           | 14.2 (57.6)                                           | 13.8 (56.8)                                           | 10.2 (50.4)                                           | 6.3 (43.3)                                            | 1.2 (34.2)                                            | −1.9 (28.6)                                           | 5.4 (41.7)                                            |
| Thấp kỉ lục °C (°F)                                      | −22.6 (−8.7)                                          | −17.5 (0.5)                                           | −15.0 (5.0)                                           | −5.0 (23.0)                                           | −0.2 (31.6)                                           | 3.0 (37.4)                                            | 6.4 (43.5)                                            | 5.2 (41.4)                                            | 1.0 (33.8)                                            | −6.3 (20.7)                                           | −12.0 (10.4)                                          | −14.6 (5.7)                                           | −22.6 (−8.7)                                          |
| Lượng Giáng thủy trung bình mm (inches)                  | 72 (2.8)                                              | 68 (2.7)                                              | 89 (3.5)                                              | 89 (3.5)                                              | 124 (4.9)                                             | 155 (6.1)                                             | 182 (7.2)                                             | 182 (7.2)                                             | 131 (5.2)                                             | 86 (3.4)                                              | 92 (3.6)                                              | 89 (3.5)                                              | 1.360 (53.5)                                          |
| Lượng tuyết rơi trung bình cm (inches)                   | 20 (7.9)                                              | 21 (8.3)                                              | 10 (3.9)                                              | 2 (0.8)                                               | 0 (0)                                                 | 0 (0)                                                 | 0 (0)                                                 | 0 (0)                                                 | 0 (0)                                                 | 0 (0)                                                 | 8 (3.1)                                               | 19 (7.5)                                              | 79 (31)                                               |
| Độ ẩm tương đối trung bình (%) (at 14:00)                | 74.3                                                  | 66.7                                                  | 57.3                                                  | 53.7                                                  | 55.3                                                  | 57.1                                                  | 58.2                                                  | 60.5                                                  | 63.4                                                  | 66.9                                                  | 73.5                                                  | 76.9                                                  | 63.6                                                  |
| Số giờ nắng trung bình tháng                             | 71                                                    | 104                                                   | 142                                                   | 173                                                   | 199                                                   | 203                                                   | 226                                                   | 211                                                   | 162                                                   | 130                                                   | 76                                                    | 55                                                    | 1.754                                                 |
| Nguồn: Central Institute for Meteorology and Geodynamics |                                                       |                                                       |                                                       |                                                       |                                                       |                                                       |                                                       |                                                       |                                                       |                                                       |                                                       |                                                       |                                                       |

| Dữ liệu khí hậu của Feldkirch, Vorarlberg (1971–2000)    | Dữ liệu khí hậu của Feldkirch, Vorarlberg (1971–2000) | Dữ liệu khí hậu của Feldkirch, Vorarlberg (1971–2000) | Dữ liệu khí hậu của Feldkirch, Vorarlberg (1971–2000) | Dữ liệu khí hậu của Feldkirch, Vorarlberg (1971–2000) | Dữ liệu khí hậu của Feldkirch, Vorarlberg (1971–2000) | Dữ liệu khí hậu của Feldkirch, Vorarlberg (1971–2000) | Dữ liệu khí hậu của Feldkirch, Vorarlberg (1971–2000) | Dữ liệu khí hậu của Feldkirch, Vorarlberg (1971–2000) | Dữ liệu khí hậu của Feldkirch, Vorarlberg (1971–2000) | Dữ liệu khí hậu của Feldkirch, Vorarlberg (1971–2000) | Dữ liệu khí hậu của Feldkirch, Vorarlberg (1971–2000) | Dữ liệu khí hậu của Feldkirch, Vorarlberg (1971–2000) | Dữ liệu khí hậu của Feldkirch, Vorarlberg (1971–2000) |
| Tháng                                                    | 1                                                     | 2                                                     | 3                                                     | 4                                                     | 5                                                     | 6                                                     | 7                                                     | 8                                                     | 9                                                     | 10                                                    | 11                                                    | 12                                                    | Năm                                                   |
| -------------------------------------------------------- | ----------------------------------------------------- | ----------------------------------------------------- | ----------------------------------------------------- | ----------------------------------------------------- | ----------------------------------------------------- | ----------------------------------------------------- | ----------------------------------------------------- | ----------------------------------------------------- | ----------------------------------------------------- | ----------------------------------------------------- | ----------------------------------------------------- | ----------------------------------------------------- | ----------------------------------------------------- |
| Cao kỉ lục °C (°F)                                       | 19.2 (66.6)                                           | 21.2 (70.2)                                           | 25.0 (77.0)                                           | 29.8 (85.6)                                           | 31.8 (89.2)                                           | 34.8 (94.6)                                           | 38.1 (100.6)                                          | 35.4 (95.7)                                           | 32.8 (91.0)                                           | 29.7 (85.5)                                           | 25.2 (77.4)                                           | 21.8 (71.2)                                           | 38.1 (100.6)                                          |
| Trung bình ngày tối đa °C (°F)                           | 3.0 (37.4)                                            | 5.2 (41.4)                                            | 10.3 (50.5)                                           | 14.1 (57.4)                                           | 19.2 (66.6)                                           | 21.7 (71.1)                                           | 23.9 (75.0)                                           | 23.5 (74.3)                                           | 19.6 (67.3)                                           | 14.1 (57.4)                                           | 7.6 (45.7)                                            | 4.1 (39.4)                                            | 13.9 (57.0)                                           |
| Trung bình ngày °C (°F)                                  | −0.7 (30.7)                                           | 0.7 (33.3)                                            | 4.8 (40.6)                                            | 8.4 (47.1)                                            | 13.5 (56.3)                                           | 16.3 (61.3)                                           | 18.4 (65.1)                                           | 17.9 (64.2)                                           | 13.9 (57.0)                                           | 9.0 (48.2)                                            | 3.5 (38.3)                                            | 0.5 (32.9)                                            | 8.9 (48.0)                                            |
| Tối thiểu trung bình ngày °C (°F)                        | −3.4 (25.9)                                           | −2.4 (27.7)                                           | 1.0 (33.8)                                            | 3.9 (39.0)                                            | 8.4 (47.1)                                            | 11.4 (52.5)                                           | 13.5 (56.3)                                           | 13.3 (55.9)                                           | 9.8 (49.6)                                            | 5.6 (42.1)                                            | 0.7 (33.3)                                            | −2.1 (28.2)                                           | 5.0 (41.0)                                            |
| Thấp kỉ lục °C (°F)                                      | −22.6 (−8.7)                                          | −17.5 (0.5)                                           | −17.0 (1.4)                                           | −5.0 (23.0)                                           | −0.6 (30.9)                                           | 3.0 (37.4)                                            | 5.4 (41.7)                                            | 5.0 (41.0)                                            | −1.0 (30.2)                                           | −6.3 (20.7)                                           | −12.0 (10.4)                                          | −21.6 (−6.9)                                          | −22.6 (−8.7)                                          |
| Lượng Giáng thủy trung bình mm (inches)                  | 68.0 (2.68)                                           | 65.3 (2.57)                                           | 72.9 (2.87)                                           | 86.6 (3.41)                                           | 106.7 (4.20)                                          | 150.5 (5.93)                                          | 165.3 (6.51)                                          | 152.1 (5.99)                                          | 113.2 (4.46)                                          | 78.0 (3.07)                                           | 92.1 (3.63)                                           | 80.3 (3.16)                                           | 1.231 (48.46)                                         |
| Lượng tuyết rơi trung bình cm (inches)                   | 19.2 (7.6)                                            | 20.7 (8.1)                                            | 9.4 (3.7)                                             | 2.0 (0.8)                                             | 0.2 (0.1)                                             | 0.0 (0.0)                                             | 0.0 (0.0)                                             | 0.0 (0.0)                                             | 0.0 (0.0)                                             | 0.0 (0.0)                                             | 10.3 (4.1)                                            | 14.6 (5.7)                                            | 76.4 (30.1)                                           |
| Số ngày giáng thủy trung bình (≥ 1.0 mm)                 | 10.3                                                  | 9.3                                                   | 11.7                                                  | 12.7                                                  | 13.2                                                  | 14.8                                                  | 14.6                                                  | 13.6                                                  | 10.8                                                  | 9.5                                                   | 11.2                                                  | 11.0                                                  | 142.7                                                 |
| Độ ẩm tương đối trung bình (%) (at 14:00)                | 74.7                                                  | 66.9                                                  | 55.4                                                  | 52.6                                                  | 53.1                                                  | 55.8                                                  | 56.8                                                  | 58.4                                                  | 60.5                                                  | 65.7                                                  | 72.8                                                  | 76.3                                                  | 62.4                                                  |
| Số giờ nắng trung bình tháng                             | 60.0                                                  | 95.5                                                  | 134.5                                                 | 159.8                                                 | 193.6                                                 | 191.0                                                 | 215.0                                                 | 207.8                                                 | 165.5                                                 | 115.2                                                 | 72.0                                                  | 51.6                                                  | 1.661,5                                               |
| Phần trăm nắng có thể                                    | 24.6                                                  | 37.4                                                  | 41.0                                                  | 42.7                                                  | 43.9                                                  | 43.0                                                  | 49.0                                                  | 51.0                                                  | 49.3                                                  | 39.6                                                  | 29.4                                                  | 23.4                                                  | 39.5                                                  |
| Nguồn: Central Institute for Meteorology and Geodynamics |                                                       |                                                       |                                                       |                                                       |                                                       |                                                       |                                                       |                                                       |                                                       |                                                       |                                                       |                                                       |                                                       |

## Trường học
- Bundesgymnasium und Bundesrealgymnasium Feldkirch (thành lập năm 1649)
- Bundeshandelsakademie và Bundeshandelsschule Feldkirch
- Bundesoberstufenrealgymnasium und Bundesrealgymnasium Schillerstrasse (GYS) & Musikgymnasium Feldkirch www.gys.at Lưu trữ ngày 4 tháng 3 năm 2021 tại Wayback Machine
- Bundeshandelsakademie und Handelsschule Feldkirch
- Học viện St. Josef
- Musikschule der Stadt Feldkirch
- Stella Matutina (trường Dòng Tên) (trước đây)
- Pädagogische Hochschule des Bundes in Vorarlberg
- Vorarlberger Landeskonservatorium

## Những người đáng chú ý

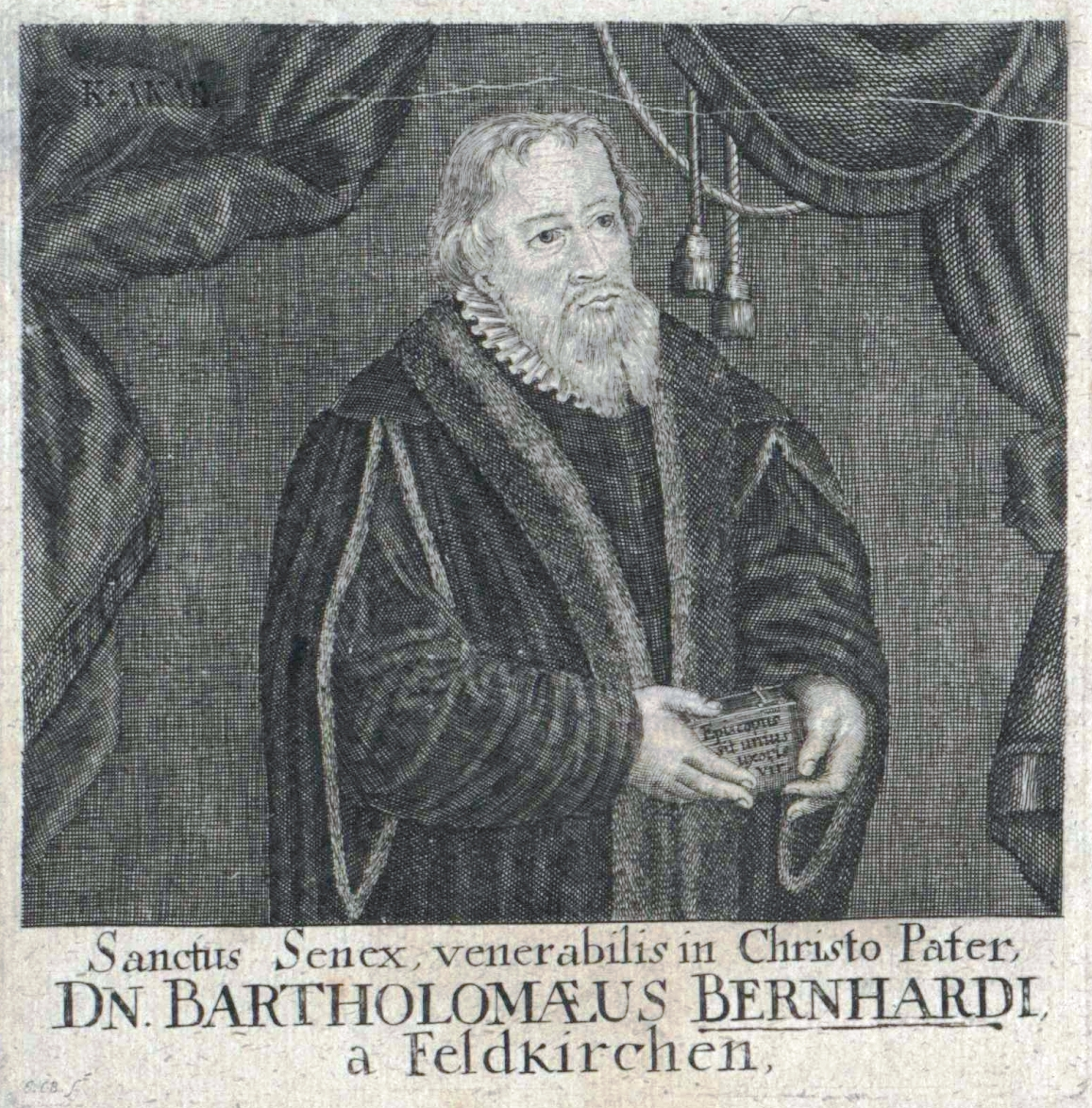
Bartholomäus Bernhardi

- Bartholomäus Bernhardi (1487–1551), nhà thần học Luther
- Wolf Huber (khoảng 1485–1553), họa sĩ (trường phái Danube) và kiến trúc sư
- Georg Joachim Rheticus (1514–1574), nhà toán học và thiên văn học
- Karl Bleyle (1880–1969), nhạc sĩ và nhà soạn nhạc
- Elmar Fischer (sinh năm 1936), giám mục giáo phận Feldkirch
- Bernhard Leitner (sinh năm 1938), nghệ sĩ
- P. Georg Sporschill SJ (sinh năm 1946), mục sư nổi tiếng với các hoạt động xã hội với trẻ mồ côi và trẻ em lang thang ở Romania và Moldova và làm việc với những người vô gia cư ở Vienna.
- Wiltrud Drexel (sinh năm 1950), tay đua trượt tuyết
- Günther Freitag (sinh năm 1952), tiểu thuyết gia
- Herbert Bösch (sinh năm 1954), chính trị gia và MEP
- Hans Weingartner (sinh năm 1970), tác giả, đạo diễn và nhà sản xuất phim (nổi tiếng với bộ phim ăn khách quốc tế The Edukators với sự tham gia của Daniel Brühl và Julia Jentsch).
- Katharina Liensberger (sinh năm 1997), tay đua trượt tuyết núi cao
- Marco Rossi (sinh năm 2001) cầu thủ của Minnesota Wild chơi ở giải NHL

## Câu lạc bộ thể thao
- VEU Feldkirch
- TC-ESV Feldkirch
- Tennisclub Swietelsky Blau-Weiss Feldkirch
- TSV Altenstadt
- SC Tisis Lưu trữ ngày 21 tháng 10 năm 2016 tại Wayback Machine
- FC Blau-Weiß Feldkirch
- Baseball- and Softballclub Feldkirch Cardinals
- Metafund Baskets Feldkirch (Basketball)
- HC Blau-Weiß Feldkirch
- Sportbillardclub Feldkirch
- Schiverein Tisis
- Volleyballclub SSK Feldkirch

## Thành phố kết nghĩa
- Whitby, Ontario, Canada